# Ataki w Saskatchewanie (2022)
Ataki w Saskatchewanie – seria ataków nożowników, która miała miejsce 4 września 2022 roku w kanadyjskiej prowincji Saskatchewan. W ich wyniku zginęło 10 osób, a 19 innych zostało rannych. W związku ze sprawą służby kanadyjskie zaczęły poszukiwania dwóch braci – Damiena Sandersona, który wkrótce został znaleziony martwy i Mylesa-Brandona Sandersona, który wkrótce zmarł na posterunku policji po ujęciu.

## Przebieg
Ataki rozpoczęły się około godz. 5:40 nad ranem czasu lokalnego gdy dwóch uzbrojonych w noże braci zaczęło atakować osoby w co najmniej 2 miejscowościach – James Smith Cree Nation i Weldon. Niektóre z ich ofiar były obrane za cel, ale pozostałe były przypadkowe; motyw ataków nie jest jasny, a dzień po ataku sprawcy wciąż nie zostali schwytani.

## Sprawcy
Sprawcami ataków było dwóch braci – Damien Sanderson i Myles-Brandon Sanderson. Policja poinformowała, że sprawcy przemieszczają się samochodem marki Nissan Rouge, ale mogli zmienić pojazd. Motywy ich działań nie są znane, nie zostali oni też schwytani. 5 września 2022 roku odnaleziono ciało Damiena Sandersona, natomiast Myles Sanderson zmarł 7 września w policyjnym areszcie.

## Odpowiedź służb
O godz. 7:12 Kanadyjska Królewska Policja Konna wydała pierwsze ostrzeżenia dla mieszkańców prowincji Saskatchewan w związku z atakami. Później alert rozszerzono także na prowincje Alberta i Manitoba. Na miejsce ataków zaczęły przybywać służby ratownicze, część rannych osób sama zgłosiła się do szpitali.
RCMP ustanowiło specjalne punkty kontroli pojazdów pomiędzy miejscowościami Regina i Prince Albert. Nie udało się jednak uchwycić sprawców, pomimo potwierdzenia ich obecności w mieście Regina, gdzie mieli przejeżdżać ich pojazdem.